# 詹姆斯·安德鲁·麦卡蒙
詹姆斯·安德鲁·麦卡蒙（James Andrew McCammon，1947年—），美国物理化学家、加利福尼亚大学圣迭戈分校教授，以运用理论与计算化学的原则和方法来研究生物系统而知名。2011年被选为美国国家科学院院士。麦卡蒙与斯蒂芬·哈维1987年出版了《核酸与蛋白质的动力学》一书，对分子力学与分子动力学有重要贡献。